# Darkhan (ville)
Pour les articles homonymes, voir Darhan (homonymie).
Darkhan (mongol : Дархан), autrefois translittéré Darhan est la deuxième ville la plus peuplée de Mongolie, avec une population de 180 738 habitants en 2010. C'est la capitale de la province de Darkhan-Uul. Le nom de la ville en mongol signifie « forge » ou « forgeron », et Darhan reçut ce nom d'après la fonction qu'elle devait exercer.

## Histoire
Darhan a été fondée le 17 octobre 1961. Elle a été conçue comme un centre industriel, pour être l'usine du nord de la Mongolie. Construite avec l'assistance économique de l'Union soviétique, elle est restée très industrielle et concentre 76 % de la population de la province. Comme la plupart des mongols urbains, 86 % de la population de la ville vit dans des immeubles d'appartements, et le reste dans des yourtes aux frontières de la ville. La ville est très proche de la Russie et abrite une grande population de natifs russes.
Darhan est souvent considérée comme une ville stérile. Les concepteurs de la cité n'avaient pas de pensée environnementale à l'époque, et la ville est très polluée.

## Culture et patrimoine

### Musées
De plus, la ville abrite le musée de Darkhan-Uul. Ce musée, aussi appelé musée des arts populaires traditionnels, contient de nombreuses découvertes archéologiques, des vêtements traditionnels, des objets religieux et quelques animaux empaillés.

### Religion
- Le monastère de Kharagiin est situé dans la vieille ville, il est récemment redevenu actif en tant que monastère bouddhiste.

## Jumelages
Darhan est jumelée avec la ville de Irving (Texas) aux États-Unis.